# Garabed I (ormiański patriarcha Konstantynopola)
Garabed I (ur. ?, zm. ?) – w latach 1489–1509 3. ormiański Patriarcha Konstantynopola.